# Baeoentedon
Baeoentedon is een geslacht van vliesvleugeligen uit de familie Eulophidae. De wetenschappelijke naam van dit geslacht is voor het eerst geldig gepubliceerd in 1915 door Girault.

## Soorten
Het geslacht Baeoentedon is monotypisch en omvat slechts de volgende soort:
- Baeoentedon peculicornis Girault, 1915